# كبسولة هلامية

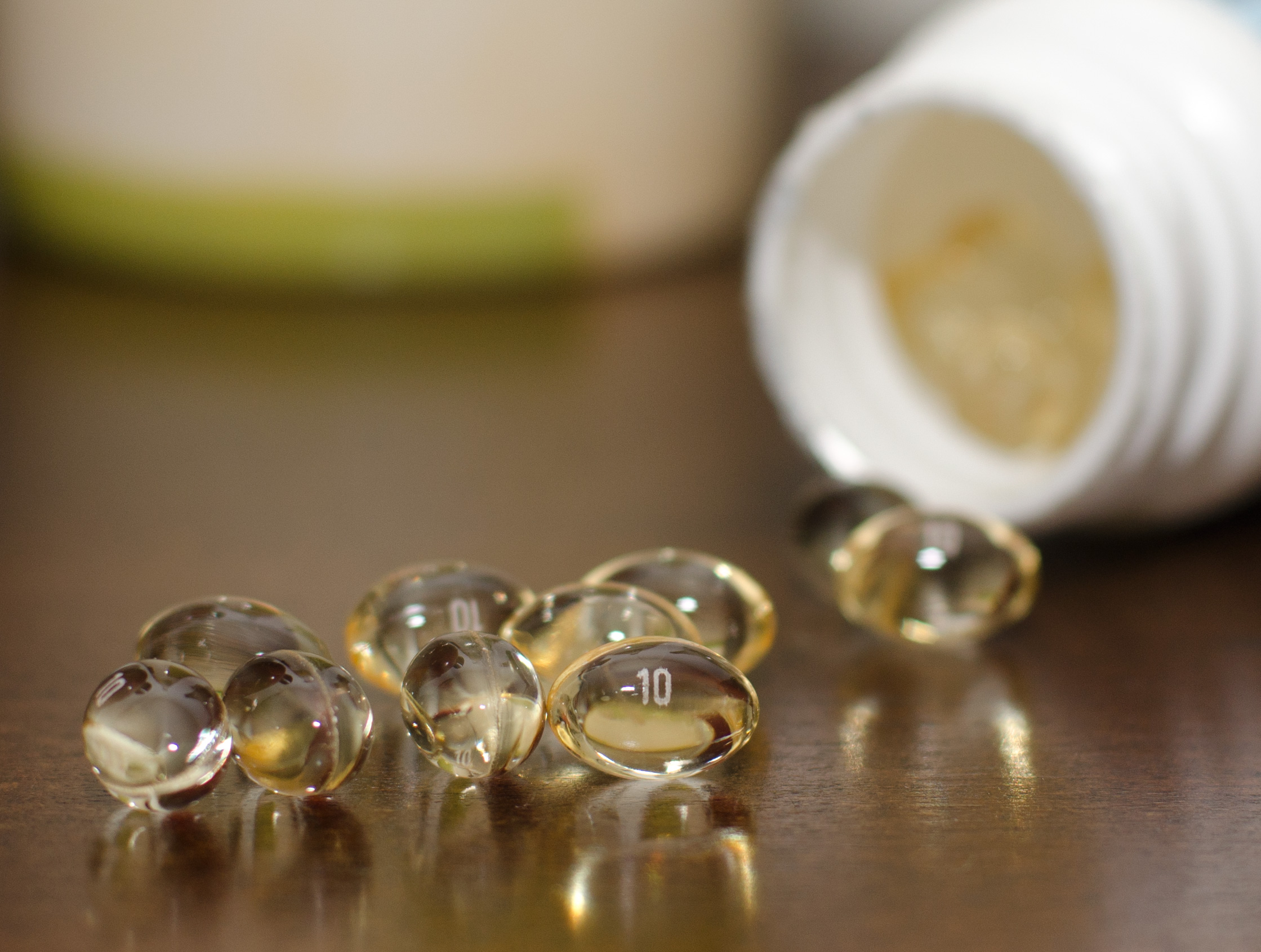
كبسولات هلامية نموذجية

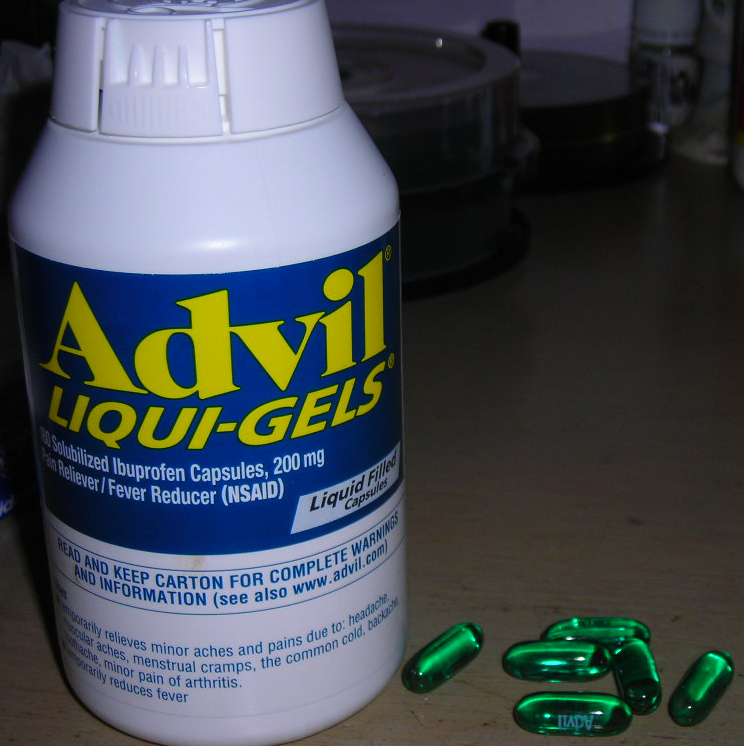
كبسولات أدفيل هلامية سائلة

الكبسولات الهلامية هي شكل من أشكال الجرعات الدوائية تاخذ عن طريق الفم على شكل كبسولة. وهي تتكون من غلاف أساسه الجيلاتين يحاط بسائل. قشور الكبسولات الهلامية عبارة عن مزيج من الجيلاتين والماء ومادة غير شفافة ومادة ملينة مثل الجلسرين أو السوربيتول.
يتم إنتاج الكبسولات الهلامية في عملية تُعرف باسم التغليف باستخدام عملية تغليف القوالب الدوارة التي اخترعها روبرت باولي شيرير. تم وصف عملية التغليف بأنها عملية استمارة / تعبئة / ختم. يتم تصنيع شريطين مسطحين من مادة الغلاف على الماكينة ويتم تجميعهما معًا في مجموعة مزدوجة من القوالب الدوارة. تحتوي القوالب على تجويف بالحجم والشكل المطلوب، تقطع الشرائط إلى شكل ثنائي الأبعادوتغلف للخارج. في نفس الوقت تضاف للمضخة جرعة قليلة من مادة التعبئة من خلال فوهة مدمجة في حشو يقع بطرف بين الشريطين عند نقطه القطع لتغليف القالب. يتم تسخين الوتد لتسهيل عملية التغليف. يتسبب حقن الوتد في تمدد الشريطين المسطحين في جيوب القالب ، مما يؤدي إلى ظهور المنتج النهائي ثلاثي الأبعاد. بعد التغليف ، يتم تجفيف الكبسولات الهلامية لمدة يومين إلى أسبوعين حسب المنتج.
منذ التسعينيات ، تمكن المصنع من استبدال الجيلاتين الموجود في الغلاف ببوليمرات أخرى تعتمد على النشا والكاراجينان على سبيل المثال.